# 全懌
全 懌（ぜん えき、生没年不詳）は、中国三国時代の武将。呉から魏へと降伏した。揚州呉郡銭唐県の人。父は呉の名将として活躍した全琮。母は孫魯班。兄弟は全緒・全奇・全呉。

## 生涯
父の全琮が没すると、嫡子として銭唐侯の爵位を継ぎ、兵士を預かった。
太平2年（257年）5月、魏の寿春城にて諸葛誕が反乱を起こす。全懌は文欽・唐咨、また全琮の従子の全静・全端・全緝・全翩らと共に、諸葛誕への援軍として派遣され、魏の包囲網が完成する前に寿春に入城した。
11月、建業に残っていた甥の全禕・全儀兄弟が、一族の間で争いとなった末、魏に亡命した。鍾会はこの状況を利用し、「自分たちが帰順したのは、全懌らが魏軍を撃破できないことが問題となり、処刑されそうになったため」という文書を全禕兄弟に作らせ、全懌らに送らせた。これを受けて全懌は12月に、数千人を従えて降伏。全懌が平東将軍・臨湘侯となった他、降伏した者は揃って、諸侯に封じられた。
羅貫中の小説『三国志演義』では、諸葛誕の乱で登場する点は正史『三国志』と同じだが、全端の弟という扱いになっている（第112回）。